# Die schwarze Windmühle
Die schwarze Windmühle (Originaltitel: The Black Windmill) ist eine von Don Siegel inszenierter Spionagethriller nach dem Roman Seven Days to a Killing von Clive Egleton. Die Hauptrollen spielen Michael Caine und Donald Pleasence.

## Handlung
Der MI6-Agent Major John Tarrant soll eine Gruppe von Waffenschmugglern infiltrieren, die nordirische Terroristen beliefern. Zugleich wird Tarrants Sohn David von ebendiesen Kriminellen, zu denen Ceil Burrows und McKee gehören, entführt. Die Kidnapper verlangen als Lösegeld ungeschliffene Diamanten im Wert von £ 517.075.
Das ist genau der Betrag, den Tarrants Vorgesetzter Cedric Harper zuvor für den Erwerb von ungeschliffenen Diamanten ausgegeben hatte. Die einzigen Personen, die vom Kauf der Diamanten wissen, sind Tarrant, Harper und ein Komitee innerhalb des Geheimdienstes, dessen Vorsitz Sir Edward Julyan hat.
Ceil Burrows und McKee schieben Tarrant in seinem Apartment gefälschte Informationen unter, die auf eine Beteiligung Tarrants an der Entführung hinweisen. Die vermeintlichen Beweise werden von Tarrants Kollegen, die eine Wanze in sein Telefon installieren wollen, auch entdeckt. Die Regierung weigert sich, das Lösegeld zu zahlen, so dass Tarrant in Angst um seinen Sohn nur einen Ausweg sieht, die Diamanten stiehlt und nach Paris reist, um die Entführer zu treffen.
Tarrant wird dort von den Entführern überwältigt, betäubt und der Diamanten entledigt. Die französische Polizei findet den bewusstlosen Tarrant schließlich neben der Leiche von Ceil Burrows. Er steht nun unter Mordverdacht, wird verhaftet und soll nach England ausgeliefert werden.
McKee verhilft Tarrant auf dem Transport zur Flucht und versucht anschließend erfolglos, ihn zu töten. Tarrant gelingt es, nach London zurückzukehren und kann schließlich mithilfe der Mutter seines Sohnes den Aufenthaltsort des entführten Kindes ausfindig machen.
David wird in einer schwarzen Windmühle in Sussex gefangen gehalten. Im Bewusstsein, dass ein Angehöriger des Geheimdienstes an der Entführung beteiligt sein muss, lässt er verschiedenen Verdächtigen eine Nachricht zukommen, die den Verräter nach Sussex locken soll. Sir Edward entpuppt sich als der Verräter und geht in die Falle. Tarrant stürmt die Windmühle, befreit seinen Sohn und tötet McKee.

## Kritiken
„Spannender und technisch präzise inszenierter Spionagefilm. Die psychologische Differenzierung ist weniger gelungen; das verwirrende Doppelagentenspiel macht die Geschichte nur schwer durchschaubar.“

„Der Film ist auf eine bewundernswerte Weise professionell inszeniert und sehr unterhaltsam. Aber die Handlung löst sich in ein Durcheinander auf, das als Vehikel für Verfolgungsjagden und Fluchtszenen dient. Dieser Umstand führt dazu, dass es trotz aller Bemühungen keine Überraschungsmomente gibt.“

„Die schwarze Windmühle begeht das eine Verbrechen, das man einem Thriller nicht verzeihen kann. Der Film ist nicht spannend. Er ist ebenfalls schrecklich passiv und statisch, und Siegels Regie bringt Caine beinahe zum Stillstand. Das Problem liegt teilweise am Drehbuch, welches ein Durcheinander von Motiven bereitstellt, dann jedoch Abläufe nur oberflächlich erklärt, und es liegt teilweise an der Wahl von Caine in der Hauptrolle.“

## Synchronisation
Die deutsche Synchronfassung wurde 1974 bei der Berliner Synchron GmbH angefertigt. Das Dialogbuch schrieb Fritz A. Koeniger, für die Synchronregie war Dietmar Behnke verantwortlich.
| Darsteller       | Rolle                     | Deutscher Sprecher      |
| ---------------- | ------------------------- | ----------------------- |
| Michael Caine    | Major John Tarrant        | Joachim Ansorge         |
| Donald Pleasence | Cedric Harper             | Friedrich W. Bauschulte |
| Delphine Seyrig  | Ceil Burrows              | Inken Sommer            |
| Clive Revill     | Alf Chestermann           | Rolf Schult             |
| John Vernon      | McKee                     | Christian Rode          |
| Joss Ackland     | Chief Superintendent Wray | Heinz Giese             |
| Janet Suzman     | Alex Tarrant              | Barbara Ratthey         |
| Catherine Schell | Lady Melissa Julyan       | Almut Eggert            |
| Joseph O’Conor   | Sir Edward Julyan         | Ernst Wilhelm Borchert  |
| Mark Praid       | James Stroud              | Benjamin Völz           |